# 符騰堡的奧爾嘉
符騰堡的奧爾嘉（德語：Olga von Württemberg，1876年3月1日—1932年10月21日），符騰堡的歐根公爵與薇拉·康斯坦丁諾芙娜的女兒。

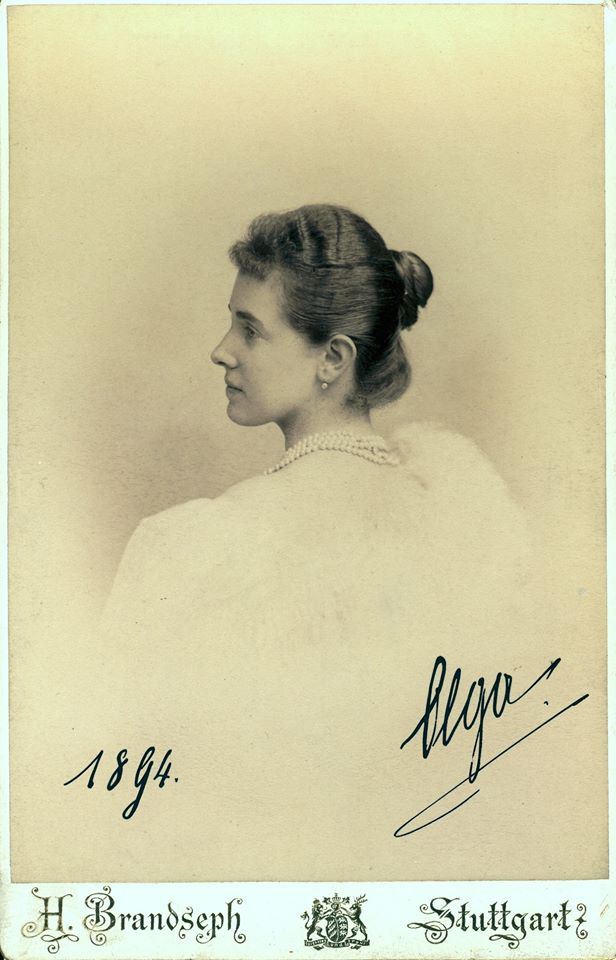
符騰堡的奧爾嘉

## 家庭
1898年，奧爾嘉與紹姆堡-利珀的馬克西米利安結婚，兩人共有三個兒子：
1. 歐根（英语：Prince Eugen of Schaumburg-Lippe）（1899年—1929年）
2. 阿爾布雷希特（1900年—1984年）
3. 伯恩哈德（1902年—1903年），夭折